# Una donna per amico (serie televisiva)
Una donna per amico è una serie televisiva italiana, andata in onda in tre stagioni su Raiuno fra il 1998 ed il 2001, con Elisabetta Gardini ed Enzo Decaro.

## Trama

### Prima stagione
Laura Andrei e Piero La Torre, entrambi ginecologi in un ospedale romano, sono sposati da anni e hanno due figli, Francesca e Dado. La coppia comincia ad attraversare un periodo di crisi a seguito della nomina di Laura ad aiuto primario a discapito di Piero, che, frustrato e trascurato dalla moglie, intreccia una relazione extraconiugale con Rita Lanceri Kraus, una rappresentante farmaceutica che ha già avuto un legame con il più caro amico di Piero, l'anestesista Stefano Morandi. La crisi sembra ormai irreparabile quando Rita svela di aspettare un bambino da Piero, ma in realtà il nascituro è figlio di Stefano, che decide di partire con lei per l'America.
Un evento drammatico, la morte dell'autoritario nonno Achille La Torre, padre di Piero, fa infine ricongiungere i protagonisti, che comprendono i loro errori e superano le loro rigidità.

### Seconda stagione
Laura non ha ancora superato il trauma del tradimento di Piero e con lui cerca di ricomporre la frattura. Costretta a subire un'inchiesta perché ritenuta ingiustamente colpevole per la morte di una paziente, decide di trasferirsi con Piero in Africa: qui cominciano i primi problemi di adattamento; Piero riesce ad inserirsi più velocemente della moglie e a instaurare un'intesa umana e professionale con il dottor Jan Hansen, mentre Laura ha un approccio conflittuale con lui. Dopo poco Piero è costretto a tornare a Roma e tra Laura e Jan nasce un sentimento che va oltre l'amicizia. La stagione si conclude con l'adozione della piccola Angelika, la figlia adottiva di Jan, che, ormai gravemente malato, chiede a Laura e Piero di occuparsi della bambina, e con la nuova gravidanza di Laura.

### Terza stagione
Avendo scoperto di essere incinta, Laura sta per lasciare per alcuni mesi l'ospedale, dove arrivano la psicologa Alda Camilli e il nuovo dirigente amministrativo, il dottor Di Valerio. Un evento tragico, la morte del bambino di Laura e Piero, porterà di nuovo una crisi all'interno della loro coppia, tanto da portarli nuovamente ad allontanarsi l'uno dall'altra.

## Episodi
| Stagione         | Episodi | Prima TV |
| ---------------- | ------- | -------- |
| Prima stagione   | 8       | 1998     |
| Seconda stagione | 8       | 2000     |
| Terza stagione   | 12      | 2001     |